# Breast Cancer Show Ever
«Breast Cancer Show Ever» (En España «El mejor show sobre Cáncer de Mama» y en Hispanoamérica «El Mejor Show sobre el Cáncer de Seno») es el noveno episodio de la 12.ª temporada de South Park. Se estrenó por primera vez en Estados Unidos el 15 de octubre de 2008 y en Hispanoamérica el 8 de junio de 2009.

## Trama
El episodio empieza cuando Cartman estropea la presentación sobre la prevención del Cáncer de Mama de Wendy. El Sr. Garrison no hace nada para pararlo y después de clases, Wendy esta molesta con Cartman y anuncia que va a pelear después de clases. Cartman intenta cancelar la pelea con disculpas y pedidos desesperados de manera privada con Wendy. Ella lo nota y lo obliga a perdonarla frente a todo el mundo, pero Cartman se niega. Después, Cartman lleva a Wendy a una habitación vacía, y le sigue pidiendo a la niña que cancele la pelea. Cuando una furiosa Wendy le dice que le hará "comerse sus calzones", Cartman se baja los pantalones y se come sus calzones a propósito para detener la pelea, pero esto solo le disgusta a Wendy y se enfada.
Cartman intenta convencer a Stan para que hable con Wendy, pero Stan no sabe que se supone que él haga. Antes de que finalicen las clases, Cartman se caga en el escritorio del Sr. Garrison para que lo lleven a detención. Butters, Craig y Jimmy le cuentan de que hay rumores de que quiso que lo castigaran sólo para detener la pelea, pero Cartman lo niega, afirmando que solo le gusta romper las reglas. Su confianza nuevamente dura poco cuando los chicos le cuentan que la pelea fue pospuesta para el día siguiente en la mañana.
Más tarde, Cartman le cuenta a su mamá, van a la casa de Wendy y convencen a los padres de la niña de que no la dejen pelear. Wendy no tuvo más remedio que aceptarlo. El día siguiente, Cartman sigue molestando a Wendy, llamándola "gallina" y se burla una vez más del cáncer de mama al dar una presentación en clases. Antes de que la novia de Stan reaccionara, es llamada a la oficina de la Directora Victoria. La directora explica que ella misma es una sobreviviente del cáncer de mama y convence a Wendy de luchar contra Cartman así como ella lucho contra su cáncer.
La novia de Stan se encuentra con Cartman en el recreo y gana la pelea; mientras que Wendy sale victoriosa con pocos moretones, Cartman está lleno de moretones, golpes, está empapado de sangre y con muchos dientes caídos. Cartman llora y declara que sus amigos no lo encontrarán más como un chico "chévere", pero ellos le cuentan que siempre lo odiaron y que siempre lo harán. Cartman lo toma como que lo hacen para hacerlo sentir mejor y sale feliz por lo ocurrido, dejando a los chicos confundidos y finalizando el episodio.